# SOM (misil)
El SOM (turco: Satha Atılan Orta Menzilli Mühimmat) es un misil de crucero lanzado desde el aire, autónomo, sigiloso y de alta precisión, desarrollado por TÜBİTAK SAGE, el Instituto de Investigación y Desarrollo de Defensa de Turquía. Fue revelado por primera vez durante las celebraciones del centenario de la Fuerza Aérea Turca en la Base Aérea de Çiğli en Esmirna, el 4 de junio de 2011. Desarrollado desde 2006, el SOM es el primer misil guiado nacional de Turquía para atacar objetivos tanto estacionarios como móviles en una distancia de separación de más de 180 kilómetros. Aunque fue desarrollado por TÜBİTAK SAGE, que todavía tiene autoridad sobre el diseño del misil, a ROKETSAN se le ha asignado la función de fabricar y comercializar el misil para la exportación.